# The Bronx (musikgrupp)
The Bronx är ett band från Los Angeles, Kalifornien, som spelar hardcorepunk. Bandet, som bildades 2002, gav ut EP:n La Muerte Viva 2003 och senare under samma år kom fullängdsalbumet The Bronx. Bandet hade en hit 2004 med låten They Will Kill Us All (Without Mercy).
2006 gav bandet ut albumet The Bronx II med låtar som "History's Stranglers", "Shitty Future" och "Around The Horn".

## Medlemmar
Nuvarande medlemmar
- Matt Caughthran - sång (2002-)
- Joby J. Ford - gitarr, bakgrundssång (2002-)
- Jorma Vik - trummor (2002-)
- Ken Horne - gitarr, bakgrundssång (2006-)
- Brad Magers - basgitarr, bakgrundssång (2007-)

Tidigare medlemmar
- James Tweedy - basgitarr, bakgrundssång (2002-2007)

## Diskografi

### Studioalbum
- 2003 - The Bronx
- 2006 - The Bronx
- 2008 - The Bronx
- 2009 - Mariachi El Bronx
- 2011 - Mariachi El Bronx
- 2013 - The Bronx

### EP
- 2003 - La Muerte Viva
- 2011 - Plys Yr Fvrt Sngs

### Singlar
- 2003 - "Bats!"
- 2004 - "They Will Kill Us All (Without Mercy)"
- 2004 - "False Alarm"
- 2006 - "History's Stranglers"
- 2006 - "Shitty Future"
- 2006 - "White Guilt"
- 2009 - "Young Bloods"
- 2009 - "Cell Mates"